# Marlierea choriophylla
Marlierea choriophylla är en myrtenväxtart som beskrevs av Hjalmar Frederik Christian Kiaerskov. Marlierea choriophylla ingår i släktet Marlierea och familjen myrtenväxter. Inga underarter finns listade i Catalogue of Life.